# Ehestetter Pumpwerk
Das Ehestetter Pumpwerk ist ein historischer Wohnplatz der Gemeinde Albstadt im baden-württembergischen Zollernalbkreis. Die Einzelsiedlung liegt circa zwei Kilometer südöstlich von Ebingen und ist über die Sigmaringer Straße zu erreichen.
Der Ort kam als Teil der ehemals selbständigen Gemeinde Ebingen am 1. Januar 1975 zur neu gegründeten Gemeinde Albstadt.
Im Jahr 1977 entstand ein neues Wasserwerk am Ort. 